# Carlton Palmer
Carlton Lloyd Palmer (Rowley Regis, 1965. december 5. –) angol válogatott labdarúgó.

## Pályafutása

### Klubcsapatban
1984 és 1989 között a West Bromwich Albion csapatában játszott. 1989 és 1994 között a Sheffield Wednesday játékosa volt, melynek tagjaként 1991-ben megnyerte a ligakupát. 1994-től 1997-ig a Leeds Unitedben játszott. 1997 és 1999 között a Southamptont erősítette. 1999-ben tizenhat mérkőzésen lépett pályára a Nottingham Forest színeiben. 1999-től 2001-ig a Coventry City alkalmazásában állt, de két alkalommal is kölcsönben szerepelt. A 2000–01-es idényt a Watfordnál töltötte, majd azt követően a Sheffield Wednesday-ben is megfordult. 2001 és 2003 között a Stockport County labdarúgója volt, ahol játékosedzőként szerepelt. 2004-ben három alkalommal pályára lépett az ír Dublin City csapatában. 2005-ben a Mansfield Town együttesében fejezte be a pályafutását.

### A válogatottban
1992 és 1993 között 18 alkalommal szerepelt az angol válogatottban és 1 gólt szerzett. Tagja volt az 1992-es Európa-bajnokságon szereplő válogatott keretének.

### Edzőként
2001 és 2003 között a Stockport County, a 2004–05-ös szezonban pedig a Mansfield Town játékosedzője volt. 2021-ben a Grantham Town csapatát edzette.

## Sikerei, díjai
Sheffield Wednesday
- Angol ligakupagyőztes (1): 1990–91
- Angol kupadöntős (1): 1992–93

Leeds United
- Angol ligakupadöntős (1): 1995–96